# عثمان بن محمد بن أبي سفيان
عثمان بن محمد بن أبي سفيان هو قائد أموي وعمل حاكمًا للمدينة في عهد يزيد بن معاوية عام 682 حتى طرده سكانها عام 683 خلال الفتنة الثانية.

## سيرته
كان عثمان ينتمي إلى بني أمية وحفيد أبو سفيان بن حرب، مما جعله ابن عم يزيد بن معاوية، عينه يزيد حاكمًا للمدينة المنورة في عام 682، ليحل محل ابن عمه الآخر الوليد بن عتبة بن بن أبي سفيان. وحج بالناس هذه السنة. ووفقا للطبري جاء تعيين عثمان في محاولة لإضعاف نفوذ عبد الله بن الزبير في مكة. وفقا للمؤرخ يوليوس ويلهاوسن كان عثمان «شابًا عديم الخبرة ومغرور». وقال الطبري: «كان غلاما حدثا لم يكن له رأى».
ثار سكان المدينة بقيادة عبد الله بن حنظلة ضد يزيد واعتدوا على عثمان، كما هاجموا بني أمية ومواليهم ومؤيديهم من قريش. فكانوا نحوا من ألف رجل فخرجوا بجماعتهم حتى نزلوا دار مروان بن الحكم فحاصرهم الناس فيها حصارًا ضعيفًا.
ولد عثمان بن محمد: محمد، وله عقب، منهم: عثمان بن محمد بن عثمان بن محمد بن أبي سفيان.